# المحكمة العليا في صوماليلاند

المحكمة العليا في أرض الصومال (SCS) هي أعلى محكمة بموجب دستور صوماليلاند .  تتمتع المحكمة بسلطة المراجعة القضائية ، والقدرة على إبطال قانون لانتهاكه أحد أحكام الدستور.  لها صلاحيات استئنافية وأصلية واستشارية نهائية وواسعة في جميع المحاكم (بما في ذلك محكمة المقاطعة والمحكمة الإقليمية ) ، بما في ذلك قضايا القوانين وقد تتصرف وفقًا للأحكام الصادرة في القضايا في السياق الذي تتمتع فيه بالاختصاص القضائي.  يرأس المحكمة رئيس قضاة أرض الصومال الذي يعينه رئيس أرض الصومال ، والرئيس الحالي للمحكمة هو أدان حاج علي . 